# Chester Rogers
Chester Rogers (* 12. ledna 1994 Huntsville, Alabama) je hráč amerického fotbalu nastupující na pozici Wide receivera za tým Indianapolis Colts v National Football League. Univerzitní fotbal hrál za Grambling State University, po Draftu NFL 2016, kdy si ho nevybral žádný tým, podepsal smlouvu s týmem Indianapolis Colts.

## Univerzita
Ferguson odehrál za Grambling State University 40 utkání, ve kterých si připsal celkem 155 zachycených přihrávek pro 2 257 yardů a 17 touchdownů. Kromě toho zaznamenal 7 běhových pokusů pro 72 yardů, dva kickoff returny pro 61 yardů a 8 punt returnů pro 70 yardů a jeden touchdown.

## Profesionální kariéra
Poté, co si ho nevybral žádný tým během sedmi kol Draftu NFL 2016, Rogers jako volný hráč podepsal v 2. května 2016 smlouvu s Indianapolis Colts.